# Гросзольт
Гросзольт (нем. Großsolt) — община в Германии, в земле Шлезвиг-Гольштейн. 
Входит в состав района Шлезвиг-Фленсбург. Подчиняется управлению Хюруп.  Население составляет 1840 человек (на 31 декабря 2010 года). Занимает площадь 25,07 км².
Коммуна подразделяется на 6 сельских округов.